# 原生态牧业
原生态牧业有限公司(港交所：1431)是一家中国乳业公司。

## 历史
2008年成立，公司总部位于中国黑龙江省齐齐哈尔市克东县庆祥街，是一間在黑龍江省和吉林省的松嫩平原營運的乳牛畜牧公司。

## 牧場位置
- 甘南歐美牧場：黑龍江省齊齊哈爾市甘南縣富餘村
- 克東歐美牧場：黑龍江省齊齊哈爾市克東縣萬發村及建華村
- 克東原生態牧場：黑龍江省齊齊哈爾市克東縣潤津鄉富饒村
- 鎮賚牧場一期：鎮賚牧場一期位於吉林省白城市鎮賚縣

## 外部連結
- 公司網頁 （页面存档备份，存于）